# John Mikaelsson
John Fredrik Mikaelsson (6. prosince 1913, Kristinehamn – 16. června 1987, Kalifornie) byl švédský atlet, dvojnásobný olympijský vítěz v chůzi na 10 kilometrů.

## Sportovní kariéra
Jeho mezinárodní kariéra začala na evropském šampionátu v Oslo v roce 1946, kde vyhrál závod v chůzi na 10 kilometrů. Stejného úspěchu dosáhl na olympiádě v Londýně v roce 1948. Na mistrovství Evropy v Bruselu skončil v závodě na 10 kilometrů chůze třetí. Druhou zlatou olympijskou medaili v chůzi na 10 kilometrů vybojoval v Helsinkách v roce 1952. Během let 1936 až 1945 vytvořil celkem šestnáct světových rekordů na kratších chodeckých tratích.